# Shane Williams
Shane Mark Williams (Swansea, 26 febbraio 1977) è un ex rugbista a 15 internazionale per il Galles attivo in carriera nel ruolo di tre quarti ala.
Dalla fine dell'attività agonistica è commentatore sportivo televisivo.

## Carriera di club
Dopo avere cominciato inizialmente a giocare a calcio nel ruolo di portiere, Shane Williams è passato in seguito al rugby cominciando a giocare come mediano di mischia nelle giovanili dell'Amman United. In seguito si unisce al Neath come mediano di mischia di seconda scelta, ma in questo periodo riesce a mettersi in luce giocando come ala lungo la fascia. Nel 2003 è stato ingaggiato dagli Ospreys, squadra con la quale ha giocato fino al 2012 conquistando 4 Celtic League nel 2005, 2007, 2010 e 2012.
Nel 2012 ha ventilato l'ipotesi di ritirarsi dall'attività agonistica e di entrare nello staff degli Ospreys, ma alla fine ha deciso di trasferirsi in Giappone per giocare con i Mitsubishi Dynaboars in seconda divisione.

## Carriera internazionale
Williams ha indossato la maglia della nazionale gallese per la prima volta il 5 febbraio 2000 contro la Francia (36-3 per i francesi).
Ha vinto con la propria nazionale il torneo delle Sei Nazioni del 2005 e del 2008; in entrambe le occasioni la compagine gallese ha vinto tutte le gare del torneo aggiudicandosi anche il Grand Slam.
Shane Williams, con 58 mete segnate (di cui l'ultima segnata nella sua partita di addio al rugby internazionale contro l'Australia), è attualmente il giocatore gallese ad aver realizzato più mete con la maglia della nazionale.
Nel 2008 è stato nominato dall'IRB miglior giocatore dell'anno.
Il 4 dicembre 2011 Shane Williams ha giocato l'ultima partita da internazionale con il Galles, segnando allo scadere del tempo una meta che però non ha impedito agli avversari dell'Australia di vincere l'incontro (risultato finale 18-24). Con il Galles, Williams ha anche disputato tre Coppe del Mondo nel 2003, 2007 e 2011 (ottenuto il quarto posto).
Ha collezionato anche 4 presenze con i British and Irish Lions, 2 durante il tour del 2005 e altre 2 contro il Sudafrica durante il tour del 2009.

## Palmarès
- Sei Nazioni: 2
Galles: 2005, 2008
- Pro12: 1
Ospreys: 2011-12
- Celtic League: 3
Ospreys: 2004-05, 2006-07, 2009-10